# واسینی
واسینی (به فرانسوی: Wassigny) یک کمون در فرانسه است که در ان (ا-دو-فرانس) واقع شده‌است. واسینی ۶٫۷۹ کیلومتر مربع مساحت و ۹۶۸ نفر جمعیت دارد و ۱۴۵ متر بالاتر از سطح دریا واقع شده‌است.